# قويون قشلاق
قويون‌ قشلاق هي قرية في مقاطعة مراغة، إيران. عدد سكان هذه القرية هو 36 في سنة 2006.